# Champion Jack Dupree

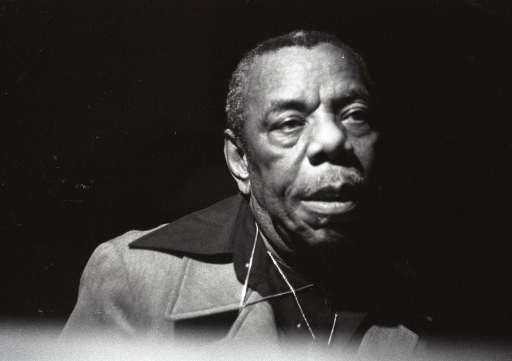
Champion Jack Dupree

William Thomas „Champion Jack“ Dupree (* 23. Oktober 1909 in New Orleans; † 21. Januar 1992 in Hannover) war ein amerikanischer Blues-Sänger und -Pianist.

## Leben
Nachdem seine Eltern durch ein Feuer ums Leben gekommen waren, kam Dupree im Alter von zwei Jahren in das gleiche Kindererziehungsheim in New Orleans, in dem zuvor schon Louis Armstrong einige Jugendjahre verbracht hatte. Das Bluesspiel lernte er bei dem Barrelhouse-Pianisten Willie „Drive ’em down“ Hall. Ab 1930 lebte er zunächst in Chicago, danach in Detroit. 1935 wurde er Boxer in Indianapolis und absolvierte 107 Kämpfe.
Seine erste Aufnahmesession fand am 13. Juni 1940 in Chicago statt. Mit dem Warehouse Man Blues / Chain Gang Blues entstand seine erste von 10 Singles für OKeh Records, denen er bis Ende 1945 treu blieb. Hier wurde am 28. Januar 1941 als OKeh #06152 auch der von Willie Hall komponierte Junker Blues, veröffentlicht im April 1941, aufgenommen. Der Song bildete später die Grundlage für Fats Dominos erste Platte, The Fat Man und für Lawdy Miss Clawdy von Lloyd Price.
Im Zweiten Weltkrieg diente er ab 1943 als Schiffskoch bei der Marine im Pazifik. Nach zwei Jahren japanischer Kriegsgefangenschaft kehrte er 1946 in die USA zurück und widmete sich wieder der Blues-Musik. Dupree entwickelte sich nunmehr zu einem Label-Hopper, der für nur wenige Schallplattenaufnahmen bei einem Plattenlabel blieb, um dann wieder zu wechseln. Von Lenox über Continental wanderte er zu Solo Records, ohne dass dies zu einem messbaren Erfolg in den Rhythm-&-Blues-Charts geführt hätte. Erst beim zehnten Plattenlabel King Records entstand mit Walking the Blues / Daybreak Rock am 29. Mai 1955 (King #4812) der einzige Hit (Rang #6 der R&B-Charts) innerhalb Duprees langjähriger Plattenkarriere.
In den 1960er und 1970er Jahren lebte er in England und machte unter anderem Aufnahmen mit Eric Clapton und John Mayall; beim Montreux Jazz Festival 1971 nahm er gemeinsam mit King Curtis das Album Blues at Montreux auf. Er war verheiratet und hatte zwei leibliche Töchter und eine Adoptivtochter. Seit 1976 lebte er in Hannover, zuletzt im Hochhaus Lister Tor, und unternahm von hier aus bis zu seinem Tod etliche Tourneen, vor allem in Europa. Während er jedoch in den 1970er Jahren noch auf großen Bühnen und Festivals auftrat, wie 1971 beim Jazz-Festival in Montreux, fand man ihn in den 1980er Jahren auch auf kleinen Bühnen, wo er mitunter vor einer Handvoll Zuschauern spielte. In den Pausen erzählte er dem Publikum von seinen Kindheitserlebnissen mit dem Ku-Klux-Klan. 1990 kehrte er nach 36 Jahren zum ersten Mal wieder nach New Orleans zurück. Dort entstanden die Aufnahmen für das Album Back Home in New Orleans.

## Diskografie (Auswahl)
Okeh Records:

Junker Blues

Walking The Blues

- Warehouse Man Blues / Chain Gang Blues (#05656), Juli 1940
- Black Woman Swing / Cabbage Greens No. 1 (#05713), August 1940
- Gamblin’ Man Blues / New Low Down Dog (#05769), September 1940
- Cabbage Greens No. 2 / Angola Blues (#05823), Oktober 1940
- That’s All Right / My Baby’s Gone (#06068), Februar 1941
- My Cabin Inn / Junker Blues (#06152), April 1941
- Bad Health Blues / Weed Head Woman (#06197), Mai 1941
- Big Time Mama / Heavy Heart Blues (#6597), Februar 1942
- All Alone Blues / Black Cow Blues (#6642), März 1942

Lenox Records:
- Bad Whiskey and Wild Women / Bus Station Blues (# 505), 1945

Continental Records:
- Going Down Slow / Mean Old Frisco (#6066), 1945
- How Long, How Long Blues / I Think You Need a Shot (#6064), 1945
- Let’s Have a Ball / Hard Feeling (#6065), 1945

Solo Records:
- Once I Had a Girl / Black Woman Blues (#10-014), 1945

Joe Davis Records:
- Rum Cola Blues / She Makes Good Jelly (#5100), Mai 1945
- Johnson Street Boogie Woogie / I’m Going Down With You (#5101), Juni 1945
- F.D.R. Blues / God Bless Our New President (#5102), Juli 1945
- County Jail Special / Fisherman’s Blues (#5103), August 1945
- Black Wolf / Lover’s Lane (#5104), September 1945
- Walkin’ by Myself / Outside Man (#5105), Oktober 1945
- Forget It Mama / You’ve Been Drunk (#5106), November 1945
- Santa Claus Blues / Gin Mill Sal (#5107), November 1945
- Wet Deck Mama / Love Strike Blues (#5108), Dezember 1945

Alert Records:
- Fifth Avenue Blues / Highway 31 (#421), 1946

Celebrity Records:
- Big Legged Mama / I’m a Doctor for Women (#2012), April 1946

Apollo Records:
- Come Back Baby / Chittlins and Rice (#407), April 1949
- Mean Mistreatin’ Mama / One Sweet Letter (#413), November 1949
- Old Woman Blues / Lonesome Bedroom Blues (#421), Mai 1950
- Deacon’s Party / My Baby’s Coming Back Home (#426), Mai 1951
- Just Plain Tired / I’m Gonna Find You Some Day (#428), August 1951

Robin Records:
- Highway Blues / Shake Baby Shake (#112), 1953
- Stumbling Block Blues / Number Nine Blues (#109), 1953
- Drunk Again / Shim Sham Shimmy (#130), 1954

King Records:
- The Blues Got Me Rockin’ / Tongue-Tied Blues (#4633), Mai 1953
- Ain’t No Meat on de Bone / Please Tell Me Baby (#4651), August 1953
- Walkin’ Upside Your Head / Hard Feeling (#4695), Januar 1954
- Rub a Little Boogie / Camille (#4706), April 1954
- Two Below Zero / Blues for Everybody (#4779), März 1955
- Harelip Blues / Let the Doorbell Ring (#4797), Mai 1955
- Walking the Blues / Daybreak Rock (with Mr. Bear) (#4812), Juni 1955
- That’s My Pa / Stumbling Block (#45-4827), August 1955
- She Cooks Me Cabbage / Silent Partner (#45-4859), November 1955
- Failing Health Blues / Me and My Mule (#45-4876), Januar 1956
- Overhead (Blues) / So Sorry, So Sorry (#45-4906), März 1956
- Mail Order Woman / Big Leg Emma’s (#45-4938), Juni 1956

Vik Records:
- Dirty Woman / Just Like a Woman (#0260), Januar 1957
- Old Time Rock and Roll / Rocky Mountain (#0279), März 1957
- Shake Baby Shake / Lollipop Baby (#0304), Oktober 1957

Federal Records:
- Two Below Zero / Sharp Harp (#45-12408), Januar 1957

Atlantic Records:
- Frankie and Johnny / Strollin’ (#2032), Juni 1959
- T.B. Blues / Junker's Blues (PD 7-8639), 1959

Storyville Records: 
- Shirley May / Whiskey Head Woman (#A 45051), (13. Dezember 1960)
- Shake Baby Shake / Walking Down the Highway (#5025), 1963
- Highway Blues / Shake Baby Shake (#5032), 1965

Blue Horizon:
- Get Your Head Happy / Easy is the Way (#45-1007), 1966
- I haven’t done no-one no harm / How am I doing it (with Stan Webb)
- Ba’ La Fouche / Kansas City (#57-3152), 1969
- I Want to Be a Hippy / Going Back to Louisiana (#57-3158), 1969

Decca Records:
- Barrelhouse Woman / Under Your Hood (#F 12611), 12. Mai 1967

GNP:
- Anthologie du Blues Vol. 1, 1973
- I’m Happy to be Free, 1973
- Legacy of the Blues Vol. 3, 1976

Amiga:
- blues collection 6, 1987